# Diodella teres
Diodella teres är en måreväxtart som först beskrevs av Thomas Walter, och fick sitt nu gällande namn av John Kunkel Small. I den svenska databasen Dyntaxa används istället namnet Diodia teres. Enligt Catalogue of Life ingår Diodella teres i släktet Diodella och familjen måreväxter, men enligt Dyntaxa är tillhörigheten istället släktet Diodia och familjen måreväxter. Arten har ej påträffats i Sverige. Inga underarter finns listade i Catalogue of Life.